# XScale

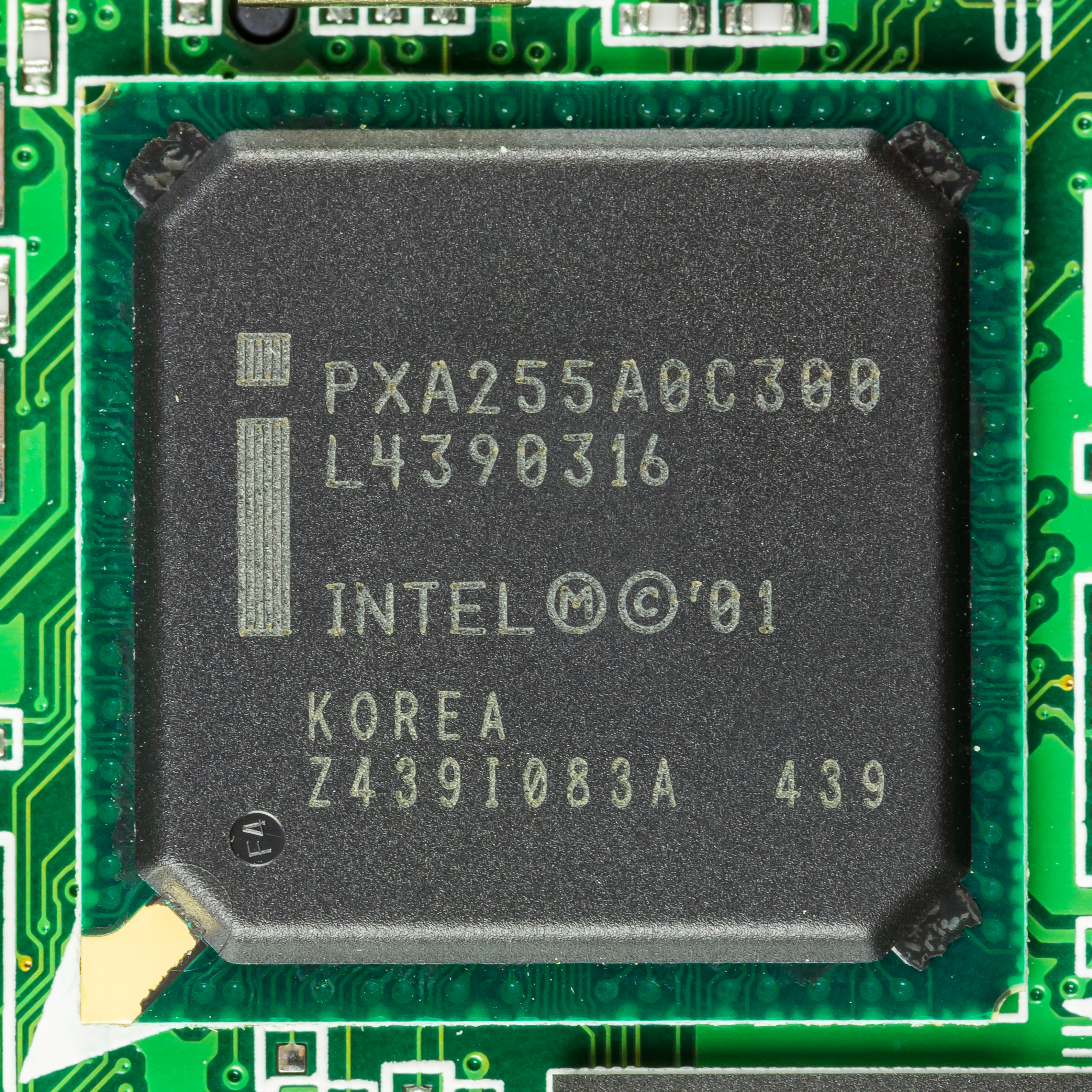
Intel PXA255

XScale (výslovnost [ˈeksˌskeil]) je mikroarchitektura procesorů implementující instrukční sadu architektury ARM (verze 5). Jde o původní design firmy Intel, po následném prodeji Marvellu (červen 2006) nový majitel rozšířil značku na další mikroarchitekrtury jako je ARM Cortex. Součástí implementace není podpora instrukcí pro práci s čísly s pohyblivou řádovou čárkou.
XScale je nástupce předchozí generace procesorů StrongARM koupené Intelem od firmy DEC v rámci vyrovnání právního sporu.